# Tales Cerdeira
Tales Rocha Cerdeira (Rio de Janeiro, 21 de janeiro de 1987) é um nadador brasileiro.

## Trajetória esportiva
Começou a nadar aos seis meses, porque a mãe entendia ser necessário, uma vez que frequentava muitos ambientes com piscina e mar; aos sete anos, começou a competir pelo Tijuca Tênis Clube, clube que defendeu até os 18 anos.
Aos 18 anos mudou-se para Santos, para defender a Universidade Santa Cecília, onde conquistou sua primeira medalha em campeonatos brasileiros absolutos e, em 2006, mudou para São Paulo e passou a integrar o quadro de atletas do Esporte Clube Pinheiros. 
Depois de alguns anos conquistando medalhas em campeonatos nacionais, em 2009, no Troféu Maria Lenk, conquistou índice para participar do Campeonato Mundial de Esportes Aquáticos de 2009, em Roma. Com o tempo de 2m09s31 (17º melhor tempo do mundo) fez o jornalista Craig Lord atribuir seu resultado aos trajes tecnológicos, na época permitidos. Em 2010 veio a resposta; já com a proibição dos trajes, Tales Cerdeira conquistou duas medalhas de ouro no Troféu Maria Lenk, e com os tempos de 1m01s12 nos 100 metros peito e 2m10s91 nos 200 metros peito, posicionando-se em oitavo e quinto lugar no ranking mundial. Nesse mesmo ano foi finalista no Campeonato Pan-Pacífico de Natação em Irvine, ficando em sétimo lugar na prova de 100 metros peito, com o tempo de 1m00s47; já nos 200 metros havia alcançado o quinto melhor tempo para a final, mas foi desclassificado. 
No Campeonato Mundial de Esportes Aquáticos de 2009 em Roma, ficou em 27º lugar nos 200 metros peito. Terminou o ano de 2009 como um dos melhores nadadores do mundo nas provas de 100 metros peito e 200 metros peito.
No Campeonato Mundial de Natação em Piscina Curta de 2010, realizado em Dubai, Tales ficou em nono lugar na prova de 200 metros peito.
No Mundial Militar realizado em 2010 em Warendorf, na Alemanha, obteve a medalha de ouro nos 50 metros peito, 100 metros peito, 200 metros peito e nos 4x100 metros medley.
Em 2011 transferiu-se para o Clube de Regatas do Flamengo, e conquistou o índice para participar no Campeonato Mundial de Esportes Aquáticos realizado em Xangai, mas pediu desconvocação, e para os Jogos Pan-Americanos.
Nos Jogos Mundiais Militares de 2011, no Rio de Janeiro, obteve a medalha de ouro nos 200 metros peito e nos 4x100 metros medley, e também ganhou a medalha de prata nos 100 metros peito.
Integrou a delegação nacional que disputou os Jogos Pan-Americanos de 2011, em Guadalajara, no México, indo à final e terminando em quinto lugar na prova de 200 metros peito.
Nos Jogos Olímpicos de Verão de 2012 em Londres, ficou na nona posição na prova dos 200 metros peito.